# كانوفيس
بلدية كانوبيس إي سامالوس (بالكاتالانية: Cànoves i Samalús) هي إحدى بلديات مقاطعة برشلونة، والتي تقع في منطقة كاتالونيا، شرق إسبانيا.
يبلغ عدد سكانها 2.638 نسمة وفقاً لإحصائية سنة (2007).